# Minor Threat
Minor Threat (МФА: [ˈmaɪnər θret]) — американская хардкор-панк-группа, существовавшая в период с 1980 по 1983 год. Несмотря на столь непродолжительное время существования, группа оказала значительное влияние на дальнейшее развитие американской независимой хардкор-сцены 1980-х годов. В честь композиции группы «Straight Edge» было названо движение определённого панк-сообщества. В своих песнях музыканты пропагандировали здоровый образ жизни и призывали людей отказаться от употребления алкоголя и наркотиков, а выступления группы проходили в тех местах, где продажа алкоголя была запрещена. Единственный вышедший альбом группы критики называют важной вехой в развитии жанра хардкор-панк.

## История

### Ранние годы
Группа Minor Threat была основана в Вашингтоне в ноябре 1980 года двумя бывшими участниками The Teen Idles Иэном Маккеем и Джеффом Нельсоном. Маккей, до этого выступавший в роли бас-гитариста, стал вокалистом группы, место барабанщика занял Нельсон, на место басиста был взят Брайан Бейкер и в роли гитариста Лайл Пристал, ранее являющийся вокалистом группы The Extorts.
На заработанные за время гастролей The Teen Idles деньги Маккей и Нельсон, вместе с ещё одним участником группы Натаном Стреджсеком, основали независимый музыкальный лейбл Dischord Records, на котором впоследствии были выпущены все пластинки Minor Threat.
Первое выступление Minor Threat состоялось 17 декабря 1980 года. В 1981 году группа записала и выпустила первые EP — Minor Threat и In My Eyes. Парни быстро стали популярными на местной альтернативной сцене и успешно гастролировали с концертами по восточному побережью США.
«Straight Edge» — композиция с их первого EP, стала весьма популярной в формирующейся стрейт-эдж среде. Текст песни — призыв к отказу от употребления алкоголя, наркотиков, призыв к здоровому образу жизни — полное противопоставление традиционному слогану рок-музыки — «секс, наркотики, рок-н-ролл».
Композиция «Guilty of Being White» («Виновен в том, что белый») послужила основой для обвинения группы в расизме, но, по заявлениям Маккея некоторые слушатели просто неправильно понимали истинный смысл текста. В школе, где учился Маккей, около 70 % учеников были чернокожими, так что Маккей и его друзья не раз сталкивались с проявлениями расовой нетерпимости.
Маккей:

«По мне, так это абсолютно антирасистская песня, что сейчас, что тогда. Конечно, во время написания этой песни я и представить не мог, что кто-либо за пределами 20-30 человек моей тусовки, для которых я пел, будет действительно обдумывать текст или брать его во внимание вообще.»
Оригинальный текст (англ.)To me, at the time and now, it seemed clear it's an antiracist song, of course, it didn't occur to me at the time I wrote it that anybody outside of my twenty or thirty friends who I was singing to would ever have to actually ponder the lyrics or even consider them.

Позже на эту песню был записан кавер группой Slayer где строки «Guilty of being white» были заменены на «Guilty of being right» («виновен, потому что прав»).

### Перерыв 1981—1982 годов
Летом 1981 года группа прекратила свои выступления, так как Лил Преслар, являясь студентом Northwestern University, решил уехать в Иллинойс, откуда он, впрочем возвратился довольно скоро — в апреле 1982 года. В этот период Маккей и Нельсон работали над проектом с двойным названием Skewbald/Grand Union (парни не смогли договориться об общем названии), который так и остался студийным. Брайан Бейкер в это время играл на гитаре в группе Government Issue.
С возвращением Преслера группа вновь начала работу. Осенью 1982 года к группе добавился гитарист Стив Хансджен (Steve Hansgen).
В 1983 году группа выпустила альбом Out of Step.

### Распад группы
Minor Threat распались в 1983 году. Решающим фактором стали разногласия во взглядах на дальнейшее развитие группы. Перед распадом, Маккей начал периодически пропускать репетиции и писать текст к песням альбома Salad Days в студии. Хотя он и участвовал в создании большей части музыки, этот текст очень отличался от раннего творчества группы. Minor Threat, которые вернулись к составу из четырёх человек, уже без Хангсена, дали свой последний концерт 23 сентября 1983 года, вместе с группой Trouble Funk и Big Boys в Вашингтоне. Закончив выступление на кавер-версии песни «(I’m Not Your) Steppin' Stone», группы The Monkees.
Кроме того, Маккей сообщил что это не он ушёл из хардкора, а хардкор сам ушёл в отставку. Объясняя это, он упомянул случай произошедший в 1984 году. На концерте Minutemen фанат ударил младшего брата Маккея по лицу и получил от него удар в ответ. Именно в этот момент Маккей понял, что насилие это глупо, он смог увидеть свою роль в этой глупости. Сразу после этого инцидента Маккей решил навсегда покинуть хардкор сцену.

### Деятельность после распада

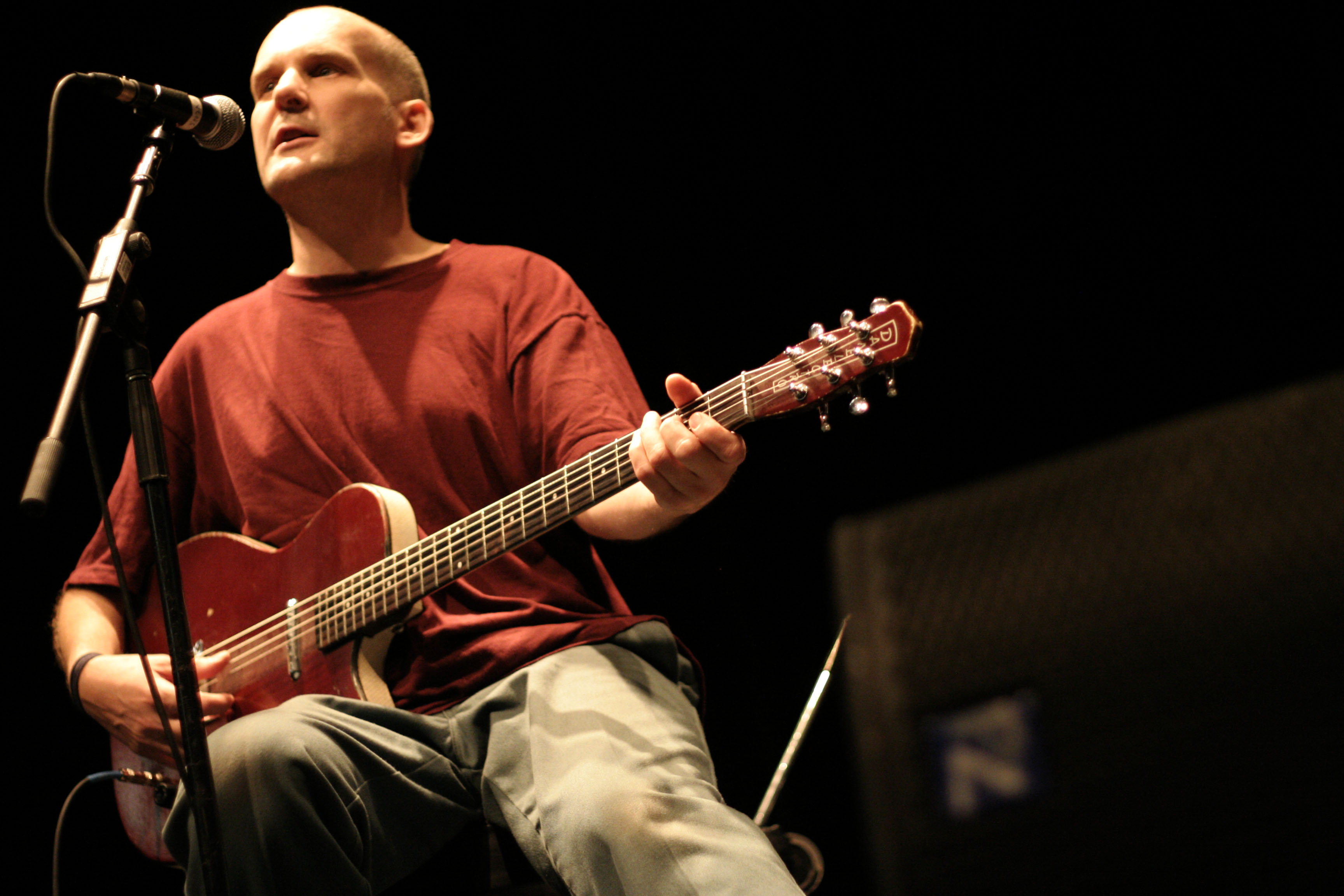
Фронтмен группы Иэн Маккей (2007 год).

Маккей впоследствии недолгое время играл в группах Embrace, Egg Hunt, а в 1987 году основал Fugazi.
Бейкер работал с группами Junkyard, The Meatmen, Dag Nasty, Government Issue, впоследствии с Bad Religion.
Лил Преслар короткое время играл с группой Samhain. Также какое-то время он поучаствовал в The Meatmen вместе с Бейкером. Позже Преслар работал в Caroline Records, в том числе и с Peter Gabriel, Ben Folds, Chemical Brothers, группой Idaho.
Джефф Нельсон играл в Three и The High Back Chairs, впоследствии, как и Маккей, основал свой лейбл Adult Swim Records.
Стив Хансджен основал группу Second Wind. Также он работал с Tool в 1992 году над созданием их первого EP Opiate.
Собственный лейбл группы Dischord Records продолжил существование и после распада Minor Threat, став, со временем известным независимым рекорд-лейблом . На нем записывались многие хардкор-группы восточного побережья США — Government Issue, Void, Scream, Fugazi, Artificial Peace, Rites of Spring, Gray Matter, Dag Nasty.

## Straight Edge
Песня «Straight Edge», пропагандирующая здоровый образ жизни, дала название молодёжному движению. Идея группы быстро добралась до основной части восточного побережья США и Бостона, а позднее и до Европы. Послание было предельно простым: нет необходимости курить, употреблять алкоголь или наркотики для того, чтобы хорошо проводить своё время. Одними из первых, кто подхватил идею группы были такие коллективы, как SSD и DYS из Бостона, Necros из Мичигана и 7 Seconds из Невады. Minor Threat и их лейбл всегда были готовы помочь этим молодым исполнителям в выпуске и распространении их музыкальных записей. Straight edge стал крупным молодёжным течением и оказал многим подросткам поддержку в отказе от наркотиков и алкоголя перед лицом давления их сверстников. По словам Маккея, движение стало альтернативой как обычному обществу, так и английскому «алко-панку», а многие хардкор-группы первой и второй волны стали устраивать энергичные живые выступления вне баров. В середине 1980-х годов, аудитория, привлечённая к панку, как к предмету скандалов, в средствами массовой информации, не обращала особого внимания на straight edge, в результате чего на общенациональной сцене движение постепенно начало терять свою силу. В июле 1985 года в интервью журналу Маккей сказал: 
Я не чувствую, что сейчас в панк-сцене так уж много смысла. Складывается впечатление, будто все здесь только, чтобы повеселиться и потусоваться... Для этого мне не нужно ходить на панк-концерты. Я хочу что-то делать, развивать свои мозги и делать это в определенном направлении... Мне нужна цель. Я хочу, чтобы моя жизнь имела значение — для меня, для чего-то. Я здесь не для того, чтобы просто хорошо провести время.
Музыкальный критик Блэйк Батлер назвал песню «Straight Edge» одной из самых значимых в истории хардкора, а Minor Threat — одной из наиболее важных панк-групп. Он также отметил, что творчество Minor Threat прямо противоположно песням таких исполнителей, как NOFX, назвав последний «тупым и бессмысленным».
Эмблема straight edge — чёрный «X» на тыльной стороне ладоней берёт своё начало с выступления группы The Teen Idles в 1980 году в клубе Сан-Франциско «Mabuhay Gardens», администрация которого разрешила музыкантам выступать только при наличии этого отличительного знака, поскольку некоторые члены группы являлись несовершеннолетними и не имели права посещать заведение из-за возрастных ограничений. Позднее The Teen Idles внедрили эту идею в вашингтонском клубе «9:30».

## Дополнительные факты
В 2005 году компания Nike использовала обложки EP и логотип группы для постера своей рекламной кампании под названием «Major Threat». Это вызвало недоумение участников Minor Threat, а поклонники группы организовали кампанию протеста против действий корпорации. 27 июня 2007 года Nike принесла извинения группе, лейблу и фэнам за неправомочное использование работ Minor Threat, и заявила что все сомнительные с правовой точки зрения материалы уничтожены.
29 октября 2005 года, кинокомпания Fox использовала музыку группы (песня «Salad Days») во время вещания NFL, не поставив в известность об этом ни участников группы, ни Dischord Records. Впоследствии компания заявила, что, так как время звучания было непродолжительным, авторские права музыкантов и лейбла не были ущемлены.
В 2007 году, бруклинская компания Wheelhouse Pickles начала продвижение перечного соуса с названием «Minor Threat Sauce». Иэн Маккей дал продукту своё одобрение, попросив изменить оригинальный дизайн упаковки (который был основан на изображении «Bottled Violence»). Маккей упомянул это событие в интервью журналу Revolver, где сказал «Мне не нравится острый соус, но я люблю все что связано с Minor Threat».

## Участники группы
- Иэн Маккей (Ian MacKaye) — вокал (1980—1983)
- Лил Преслар (Lyle Preslar) — гитара (1980—1983)
- Брайан Бейкер (Brian Baker) — бас (1980—1982, 1983); гитара (1982—1983)
- Стив Хансджен (Steve Hansgen) — бас (1982—1983)
- Джефф Нельсон (Jeff Nelson) — ударные (1980—1983)

## Дискография

### Альбомы
- Out of Step (1983)

### EP
- Minor Threat (1981)
- In My Eyes (1981)
- Salad Days (1985)

### Участие в сборниках
- Flex Your Head (1982) — «Stand Up», «12XU»
- 20 Years of Dischord (2002) — «Screaming at a Wall», «Straight Edge», «Understand», «Asshole Dub»
- Left of the Dial: Dispatches from the '80s Underground (2004) — «Straight Edge»
- American Hardcore: The History of American Punk Rock 1980—1986 (2006) — «Filler»

### Другие записи
- Complete Discography (1989)
- First Demo Tape (2003)